# Ad-Dukhan
Ad-Dukhan (en arabe : سُورَةُ ٱلدُّخَانِ, français : La Fumée) est le nom traditionnellement donné à la 44e sourate du Coran, le livre sacré de l'islam. Elle comporte 59 versets. Rédigée en arabe comme l'ensemble de l'œuvre religieuse, elle fut proclamée, selon la tradition musulmane, durant la période mecquoise.

## Origine du nom
Bien que le titre ne fasse pas directement partie du texte coranique, la tradition musulmane a donné comme nom à cette sourate La Fumée, en référence au contenu du dixième verset : « Eh bien ! guette le jour où le ciel s'emplira d'une fumée singulière ».

## Historique
Il n'existe à ce jour pas de sources ou documents historiques permettant de s'assurer de l'ordre chronologique des sourates du Coran. Néanmoins selon une chronologie musulmane attribuée à Ǧaʿfar al-Ṣādiq (VIIIe siècle) et largement diffusée en 1924 sous l’autorité d’al-Azhar,, cette sourate occupe la 64e place. Elle aurait été proclamée pendant la période mecquoise, c'est-à-dire schématiquement durant la première partie de l'histoire de Mahomet avant de quitter La Mecque. Contestée dès le XIXe par des recherches universitaires, cette chronologie a été revue par Nöldeke,, pour qui cette sourate est la 53e.
Selon Blachère, cette sourate est composée en deux parties, la première étant probablement de la seconde période mecquoise tandis que la seconde serait de la première période mecquoise. Les versets 34 à 42 ne seraient pas originaux mais contemporain. Neuwirth, à l’inverse, divise la sourate en trois parties. Si la sourate semble avoir été composée comme un tout, il reste difficile d’en connaître le contexte exact. Aucune indication ne permet de savoir si elle provient du Hedjaz, de Syrie-Palestine ou du bas-Iraq.
Si certains éléments pointent une proximité avec le christianisme syriaque (en), d'autres montrent une influence du monde perse et du zoroastrisme. Si cette sourate semble bien avoir été composée pour intégrer le corpus coranique, la présence de terme rarement utilisés ailleurs semble supposer l’existence d’une main inhabituelle participant à sa composition. Une autre solution serait que les ou l’auteurs aient découvert ces termes par une lecture ou un voyage. Ces hypothèses impliquent une bonne connaissance des textes en circulation au Proche-Orient.

## Interprétations

### Versets 43–57: Les Houris aux grands yeux
Ce discours est construit en deux parties, la première consacrée au sort des pécheurs et la seconde à celui des pieux. La description du paradis se rapproche de celle des Hymnes sur le Paradis d’Éphrem tandis que celles de l’enfer trouve son origine dans la Bible et les Évangiles.
Le terme « Houri » pose question aux chercheurs puisque la compréhension classique « a quelque chose de saugrenu ». Pour Dye, « La possibilité que les images d’Éphrem [...] aient été mal comprises [...] soit par le rédacteur du texte (les houris seraient alors bien dans le Coran), soit par la tradition musulmane postérieure, dans la mise en place des points diacritiques et des voyelles, et dans l’interprétation du texte, me paraît une hypothèse plausible. ».
Sous le pseudonyme de Christoph Luxenberg, un spécialiste allemand du Coran publie en 2000 un livre intitulé Lecture syro-araméenne du Coran : une contribution pour décoder la langue du Coran dans lequel une lecture syro-araméenne du Coran le conduit à penser à une utilisation erronée du mot houri. Le texte original ferait référence à des « raisins blancs » plutôt qu'à des « vierges » en guise de récompenses célestes. El Badawi trouve l’interprétation de Luxenberg problématique et pense que le terme Houri désigne bien des femmes,,. Dye ne prend pas parti sur l’exactitude de la thèse de Luxenberg mais trouve celle de Van Reeth plus convaincante. Pour ce dernier, ce verset évoquerait le banquet eucharistique. L’auteur apporte plusieurs textes syriaques de comparaison.
Chez certains auteurs, les houris font l'objet d'une interprétation symbolique ou allégorique.

Texte de la sourate (Coran datant de 1874)
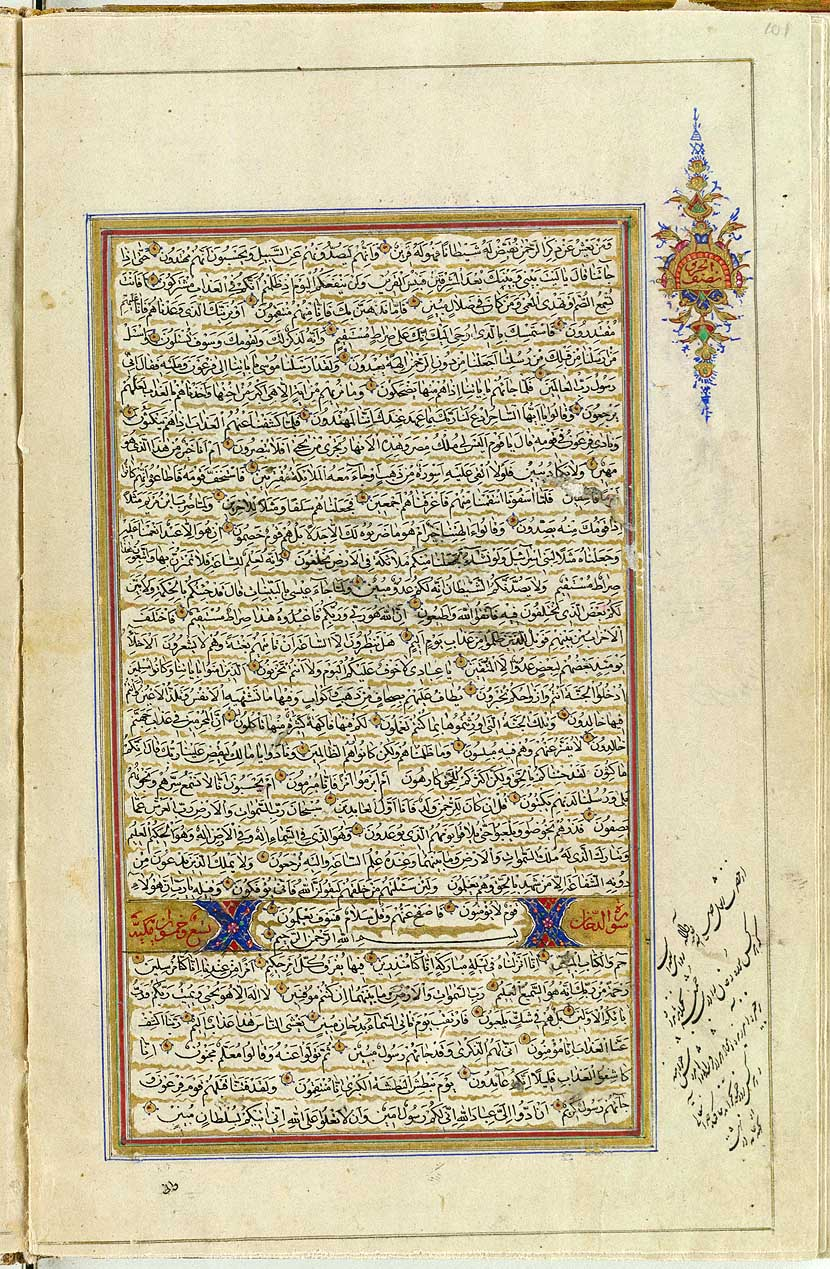
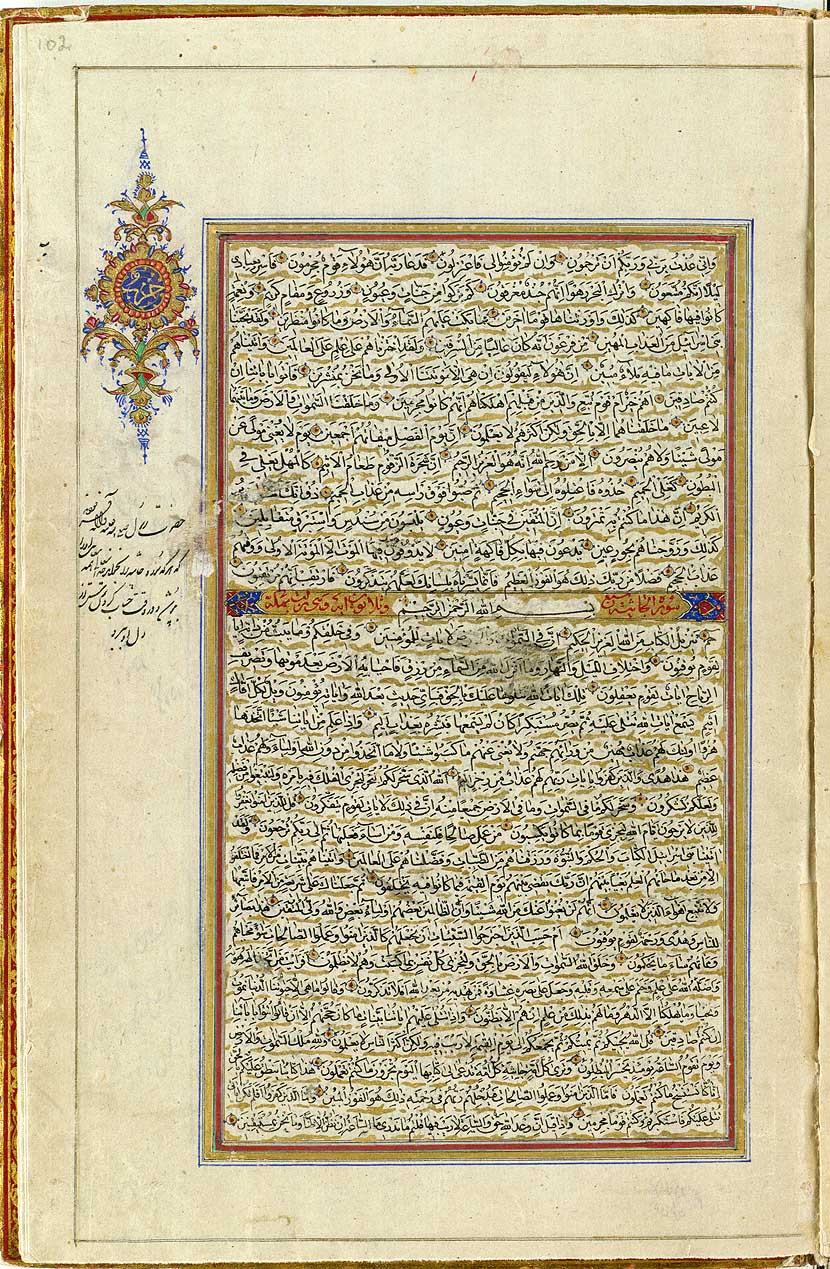